# Nozomu Tamaki
Nozomu Tamaki (jap. 環 望, Tamaki Nozomu; * 7. Oktober 1966 in der Präfektur Tokio) ist ein japanischer Mangaka.

## Leben
Nozomu Tamaki hat vier Brüder, wovon ein jüngerer unter dem Namen Harumi Shimamoto (島本 晴海) ebenfalls Mangaka ist.
Tamakis professionelle Karriere begann, als er unter dem Pseudonym Kinki Maō (近畿魔王) beim Shōgakukan Manga-Preis 1986 eine lobende Erwähnung erhielt. Daraufhin verlegte Shōgakukan im Manga-Magazin Shōnen Sunday Daibessatsu sein Debütwerk Otasuke Hito Toru! (お助け人疾る!). Er war Assistent der Mangaka Ippongi Bang, ebenso wie sein Bruder.
Von 1989/90 bis 1994 erschien basierend auf einem Entwurf von Hiroshi Yamaguchi der Manga Reverser: Jikū no Ryūkihei in Shōgakukans Magazin Popcom Comic und wurde auch in vier Sammelbänden zusammengefasst. Von 1994 bis 1995 fertigte er für Yuka Minagawas Manga Seiken’ō Shigurīdo die Zeichnungen an, jedoch beim Verlag Tokuma Shoten. Daneben veröffentlicht er bis heute unter dem Zirkelnamen Tamakiya (環屋) auch Dōjinshi, die bei der Comiket angeboten werden.
Nach einer einjährigen Auszeit, begann er 1996 mit der Veröffentlichung des Mangas Gomen ne! Atchie im Magazin Men’s Young des Verlags Futabasha. Mit diesem wandte er sich pornografischen (Hentai) Manga zu, was zwar häufig in der frühen Karriere von Mangaka vorkommt, hier aber ungewöhnlich ist, dass er einerseits dafür kein separates Pseudonym verwendete und andererseits üblicherweise von pornografischen auf Mainstream-Manga gewechselt wird. Bis 2001 erschienen seine Veröffentlichungen hauptsächlich in den Magazinen Men’s Young, Men’s Action und Action Young von Futabasha, die Sammelbände erschienen jedoch bei Verlag Angel Shuppan mit Neuauflagen bei anderen Verlagen.
Sein zweiter pornografischer Manga Hime Kabuki Rendōchū (姫カブキ恋道中) erschien in der Men’s Action  und später unter seinem Zirkel Tamakiya erneut auf der Comiket um zwei weitere Kapitel fortsetzt. Die Kapitel aus der Men’s Action wurden auf Englisch von 1998 bis 1999 in neun Heften als Femme Kabuki bei Studio Ironcats Imprint Sexy Fruit veröffentlicht.
Ab 2000 arbeitete er auch für die Verlage Takeshobō und Wani Magazine. Sein letzter Mangaband für Erwachsene, Ne-To-Ge, erschien 2007 bei Shōnen Gahōsha.
2005 begann er den Shōnen-Manga Dance in the Vampire Bund in Media Factorys Magazin Gekkan Comic Flapper, der sein größter Erfolg wurde, auch außerhalb Japans. Die Kapitel wurden von 2006 bis 2012 in 13 Bänden (Tankōbon) zusammengefasst. Der Manga wurde in mehrere Sprachen übersetzt, darunter auch ins Deutsche, wo er bei Tokyopop erscheint, sowie als Anime-Fernsehserie adaptiert, die ebenfalls auf Deutsch erschien. Zu diesem zeichnete er auch „offizielle Dōjinshi“. Fortgesetzt wurde die Geschichte durch zwei Nebenreihen, Dive in the Vampire Bund und Sledgehammer no Tsuioku, sowie von Dezember 2013 bis April 2015 durch die Reihe Scarlet Order: Dance in the Vampire Bund 2.
Von 2010 bis 2012 steuerte er die Zeichnungen zu Kent Minamis Angel Para Bellum bei, das von 2010 bis 2012 im Webcomic-Magazin FlexComix Next erschien und von 2011 bis 2012 in drei Sammelbänden zusammengefasst wurde. Dieser wird seit 2012 ebenfalls auf Englisch und Deutsch veröffentlicht. Etwa gleichzeitig erschien ebenfalls als Webcomic, jedoch im Magazin Yomban bzw. Web Comic Gekkin, sein Manga Lily Trigger, der jedoch von Yūshi Kanoe gezeichnet wurde. Dieser wurde von 2010 bis 2011 in zwei Sammelbänden gedruckt.
Mit Hard Nerd Daddy – Hatarake! Otaku!! das am 10. Mai 2013 im Magazin Young Comic Cherry startete, zeichnete er einen Manga, der von einem Otaku handelt, der plötzlich Vater wird. Er selber bekam mit seiner Frau Kimiko (紀美子) am 24. Juni 2013 eine Tochter. Im Anschluss folgte von Januar 2014 bis Mai 2015 Uchi no Musume ni Te o Dasu na! – Oyako Heroine Funtōsu über eine überfürsorgliche frühere Superheldin, deren Tochter nun ebenfalls eine Superheldin wurde.
Ende der 90er war er auch als Filmrezensent tätig mit Beiträgen in der fünfbändigen Reihe zum Hongkong-Kino Hongkong Den’eijō (香港電影城; Shōgakukan, 1995–1998) bzw. dem Hongkong Eiga Video Guide (香港映画ビデオガイド; Tatsumi Shuppan, 1997), zu Horrorfilmen in Kowai Eiga ga Mitai! Best 100 (こわい映画が見たい！ベスト100; Shōgakukan, 1998) und zu Monsterfilmen in Shin Eiga Hōko: Monster Panic (新映画宝庫・モンスターパニック; Taiyō Shuppan, 2000).

## Werk
Sammelbände (Die Jahresangaben beziehen sich nur auf die Sammelband-Veröffentlichungen. Die jeweiligen Kapitel erschienen in Magazinen bereits vorher.):
- Reverser: Jikū no Ryūkihei (リバーサー　時空の龍騎兵; 4 Bände, Shōgakukan, 1990–1994), Entwurf: Hiroshi Yamaguchi
- Seiken’ō Shigurīdo (聖剣王シグリード; 2 Bände, 1995, Tokuma Shoten), Text: Yuka Minagawa
- Shōgeki Kishidan – Impact Knights (衝撃騎士団-インパクト・ナイツ-, ~ – Impakuto Naitsu; 1 Band, Futabasha, 2003)
- Hakodate Yōnin Buraijō Himegami (箱館妖人無頼帖ヒメガミ; 5 Bände, Kōdansha, 2007–2009)
- Dance in the Vampire Bund (ダンスインザヴァンパイアバンド, Dansu in za Vampaia Bando; 13 Bände, Media Factory, 2006–2012)
  - Dive in the Vampire Bund (ダイブ イン ザ ヴァンパイアバンド, Daibu in za Vampaia Bando; 2 Bände, Media Factory, 2010–2013)
  - Dance in the Vampire Bund: Sledgehammer no Tsuioku (ダンス イン ザ ヴァンパイアバンド スレッジハマーの追憶, Dansu in za Vampaia Bando: Surejjihamā no Tsuioku; 3 Bände, Media Factory, 2013)
  - Scarlet Order: Dance in the Vampire Bund 2 (スカーレット オーダー　ダンス イン ザ ヴァンパイアバンド2, Sukāretto Ōdā: Dansu in za Vampaia Bando 2; bisher 3 Bände, Media Factory, 2013–2015)
- Lily Trigger (リリィ・トゥリガー, Ririi Turigā; 2 Bände, Kadokawa, 2010–2011), Zeichnungen: Yūshi Kanoe
- Angel Para Bellum (ANGEL PARA BELLUM エンジェルパラベラム, ~ Enjeru Para Beramu; 3 Bände, Softbank Creative, 2011–2012), Text: Kent Minami
- Hard Nerd Daddy – Hatarake! Otaku!! (ハード・ナード・ダディ　- 働け！ オタク!! -, Hādo Nādo Dadi ~; 1 Band, Shōnen Gahōsha, 2013)
- Uchi no Musume ni Te o Dasu na! – Oyako Heroine Funtōsu (ウチのムスメに手を出すな! -母娘ヒロイン奮闘す-; 3 Bände, Shōnen Gahōsha, 2014–2015)

ab 18 Jahre:
- Gomen ne! Atchie (ごめんね♡アッチー, Gomen ne! Atchī; 2 Bände, Angel Shuppan, 1998–1999), 2. Band mit dem Untertitel Koko ni Kiss Shite (ココにKISSして), Neuauflage: Sōryūsha, 2002
- Hito ni Ienai Aidagara (ひとにいえない間柄; Angel Shuppan, 1998), Neuauflage: 2003, Futabasha
- Ii Koto Shinai ka Koneko-chan (イイことしないか小猫ちゃん; 1 Band, Angel Shuppan, 1999), Neuauflage: 2 Bände, Daitosha, 2002
- Kimi ga Karada de Uso o Tsuku (君がからだで嘘をつく; 1 Band, Futabasha, 2000), Neuauflage: 2004
- Oshigoto Shinakya ne (お仕事しなきゃね; 1 Band, Takeshobō, 2000)
- Kawaii Hito (かわいい女; 1 Band, Angel Shuppan, 2000), Neuauflage: Futabasha, 2004
- Uraura Jungle Heat (URAURAジャングルヒート, Uraura Janguru Hīto; 1 Band, Angel Shuppan, 2000)
- Dare ka no Onna (誰かの愛人; 1 Band, Takeshobō, 2001)
- Iki o Hisomete Daite (息をひそめて抱いて; 2 Bände, Angel Shuppan, 2001)
- Freaks Dorm (フリークス・ドミ, Furīkusu Domi; 1 Band, Futabasha, 2002)
- Maid de Ikimasshoi! (メイドでいきまっしょい！; 1 Band, Takeshobō, 2003)
- Kokuminteki Kanojo (国民的彼女; 1 Band, Wani Magazine, 2003)
  - Band 2: Scandal Shiyō yo (スキャンダルしようよ, Sukyandaru Shiyō yo; 1 Band, Wani Magazine, 2006)
- Hataraku Megami-sama (働く女神さま; 1 Band, Wani Magazine, 2004)
- Nanairo Karen (七色可憐; 3 Bände, Futabasha, 2003–2004), Band 2 als Nanairo Karen × 2: Cosplay Lovers (七色可憐×2 コスプレラバーズ) und Band 3 als Nanairo Karen × 3: Cosplay Complex (七色可憐×3 コスプレコンプレックス)
- Anego! (アネゴッ！; 2 Bände, Takeshobō, 2004–2005)
- Jōō-sama tte Yobanai de! (女王様って呼ばないで！; 1 Band, Ōzora Shuppan, 2004), Text: Marrie Nekosensha (猫戦車マリィ)
- Kyō wa Nani Shiyo (今日はナニしよ; 1 Band, Futabasha, 2005)
- Coneco!! (コネコッ!!, Koneko!!; 1 Band, Takeshobō, 2005), von der Handlung her in Anego! angesiedelt
- Narikiri Lovers (なりきりラバーズ, Narikiri Rabāzu; 1 Band, Takeshobō, 2006)
- Ne-To-Ge (ね・と・げ; 1 Band, Shōnen Gahōsha, 2007)